# Fernando Primo de Rivera y Sáenz de Heredia
Fernando Primo de Rivera y Sáenz de Heredia, né à Madrid le 31 mai 1908 et mort dans la même ville le 23 août 1936, est un militaire et homme politique espagnol. Fils de Miguel Primo de Rivera — qui dirigea une dictature entre 1923 et 1929 — et frère de José Antonio Primo de Rivera — le fondateur de la Phalange espagnole —, il fut condamné à mort et exécuté le 23 août 1936 au cours du massacre de la prison Modelo de Madrid (es), au début de la guerre civile, par des partisans du Front populaire,.